# Ravenberg Pers

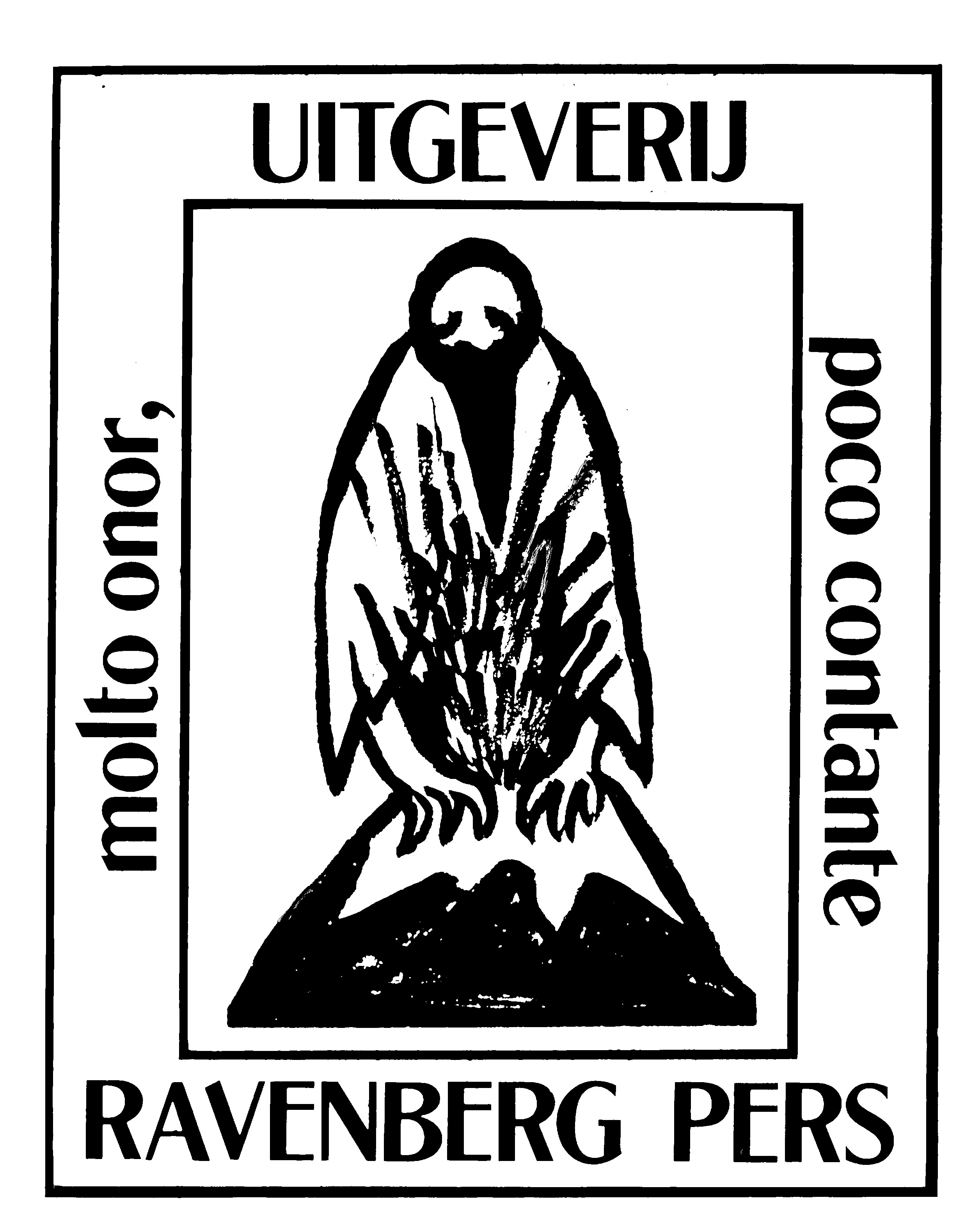
De tekst in het logo van de Ravenberg Pers is ontleend aan de aria 'Non più andrai' uit de opera Le Nozze di Figaro van Mozart.

Uitgeverij Stichting Ravenberg Pers is een kleine, onafhankelijke Nederlandse uitgeverij, opgericht in 1977 door de kunstcriticus Maarten Beks, de schrijver/dichter Pierre Borgue (pseudoniem van Yves Huon de Kermadec) en de graficus Koos van Tol. Doel was het uitgeven van bijzondere boeken, vaak bibliofiel, die elders geen kans kregen.
Meestal betreft het poëzie of beeldende kunst, of een combinatie van beide in de vorm van kunstenaarsboeken. H.H. ter Balkt, Frits van der Meer, H.Th. Wijdeveld, Marion Bloem, T.Hermann Ordelman, Thomas Verbogt en Frans Kusters staan op de fondslijst, evenals Joseph Beuys, Jürgen Klauke en Anna Achmatova.
De eerste uitgaven waren meestal tweetalig.
Behalve oorspronkelijk Nederlandse en vertaalde poëzie zijn er ook kunstenaarsmonografieën uitgegeven, onder meer van Han Jansen, Eva Jorritsma-Thöne en Dick Spyer.
De aanvankelijke vestigingsplaats van de uitgeverij was Arnhem. Al spoedig werd dit Oosterbeek, omdat daar veel van de uitgaven werden vervaardigd, veelal bij Het Drukhuis Oosterbeek. Dit was het grafische atelier van Koos van Tol.
In 1980 is, in samenwerking met de Nijmeegse galerie 'De Tweeling' van Ad Merx, geprobeerd ZWART en WIT, tijdschrift voor tekeningen nieuw leven in te blazen. Dit door Oey Tjeng Sit en Henk Broere in 1950 opgezette blad was tot 1965 verschenen. Na drie jaargangen moest deze poging, wegens te geringe belangstelling, opnieuw gestopt worden. In totaal zijn er zeven nummers verschenen. 
In 2003 werd gestart met de heruitgave van de Rechter Tie-reeks van Robert van Gulik. De bedoeling was alle zeventien delen van deze vanaf 1958 verschenen serie opnieuw uit te brengen. Maar ook deze heruitgave moest na twee delen gestaakt worden.
De Ravenberg Pers heeft veel samengewerkt met de eveneens in Oosterbeek gevestigde Bosbespers, een eenmansuitgeverij van Rody Chamuleau.

## Uitgaven van de Ravenberg Pers
een selectie:
- H.H. ter Balkt, Joseph Beuys, 1978
- Maarten Beks, Een gids voor Bibliopolis, 1978
- Pierre Borgue, Poème Discontinue/Gebroken gedicht, 1978
- F. van der Meer, Phoenix, vertalingen en ander tijdverdrijf, 1979
- Maarten Beks, Francis Ponge, Flora en Fauna, 1979
- Karel Reijnders, bij gelegenheid, 1980
- Urias Nooteboom, Nijmegen, stad in kaart gebracht/postcard postscripts, 1981
- Matthijs Vermeulen, De stem van levenden, 1981
- T. Hermann Ordelman, Das Bekratzte Kaiserreich/Het bekraste keizerrijk, met foto's van Jürgen Klauke, 1981
- Nathalie van den Eerenbeemt/Har Sanders, Bladaarde, 1981
- Bob den Uyl, De illusie van gisteren, (i.s.m. de Bosbespers) 1983
- Omar Khayyam, 75 Kwatrijnen, vertaald door Dirk Jorritsma, drietalige editie, 1983/1989
- H.Th. Wijdeveld, 1885 - 1985, Mijn eerste eeuw, 1985
- Anna Achmatova, Gedicht zonder held, vertaald door Frans-Joseph van Agt, tweetalige editie, 1986
- Har Sanders, Voorruitzicht, een reisverslag in woord en beeld, 1987
- Anna Achmatova, Het zevende boek, vertaald door Frans-Joseph van Agt, tweetalige editie, 1988
- Joyce Bloem, Een onmogelijk personage, gedichten en zeefdrukken, 1990
- Noud Bles/Angeline Lips, Schijngestalten, gedichten en zeefdrukken, 1990
- H.H. ter Balkt, Het Strand van Amsterdam, 2 eenakters, 1990
- Frans Kusters/Thomas Verbogt, Verhuld Naakt, 1990
- Arno Kramer/Elizabeth de Vaal, Kleine Arena, gedichten en zeefdrukken, 1991
- Gerrit Krol/Erik Beenker/Mariëtta Jansen, Han Jansen, schilder van land-, zee- en luchtschappen, 1995
- Marion Bloem, Hoop op nieuwe woorden, gedichten en tekeningen, 1995
- Jetze Steensma, Eva en het paradijs, fantastische keramiek van Eva Jorritsma-Thöne, 2003
- Aart van Zoest, Dick Spyer, verkenner van grenzen/exploring possibilities, 2005
- Hans Jacob Derksen, Een jaar aan de Roaringwater Bay, brieven en tekeningen, 2005
- Rody Chamuleau, Groene thee & andere verhalen, 2011